# Товариство дослідників Кубані
Товари́ство дослі́ників Куба́ні (рос. Общество любителей изучения Кубанской области) — товариство краєзнавчого характеру, яке діяло у 1896—1917 роках в Катеринодарі (нині — Краснодар, Росія). Видавало «Известия» (6 тт., 1899 — 1913), в яких друкувалися праці з природознавства, історії, етнології й статистики Кубані.